# ヨツユビリクガメ
ヨツユビリクガメ（四指陸亀、Agrionemys horsfieldii）は、爬虫綱カメ目リクガメ科ヨツユビリクガメ属に分類されるカメ。本種のみでヨツユビリクガメ属を構成する。ホルスフィールドリクガメ。

## 分布
アフガニスタン、イラン、ウズベキスタン南部、カザフスタン、タジキスタン、中華人民共和国（新疆ウイグル自治区西部）、トルクメニスタン東部、パキスタン。キルギスの一部に分布する可能性もある。
模式標本の産地はカーブル周辺（アフガニスタン）。

## 形態
最大甲長28センチメートル。背甲は扁平。腹甲には蝶番がない。
前肢は頑丈なシャベル状で、穴を掘ることに適している。指趾は4本で、標準和名の由来となっている。

## 分類
以前はチチュウカイリクガメ属に含まれ、Agrionemys亜属とする説もあった。2006年に発表されたミトコンドリアDNAの全塩基配列の分子解析し最大節約法および最尤法による系統解析では、ブートストラップ値はやや低いもののインドリクガメ属やパンケーキガメ属、ヘルマンリクガメ属と単系統群を形成すると推定されている。
亜種を独立種とする説もある。一方で亜種の分布の境目や識別形態が重複したり不明瞭なこと、中間型と思われる個体が多いこと、連続的な地理変異である可能性が高いこと、包括的な比較が行われていないなどの問題がある。そのため亜種を認めない説もある。
Agrionemys horsfieldii horsfieldii (Gray, 1844) アフガニスタンヨツユビリクガメ
アフガニスタン、ウズベキスタン南部、タジキスタン、トルクメニスタン東部、パキスタン北部。イラン北東部や新疆ウイグル自治区の個体群はこの亜種に含まれる可能性もある。
甲高は他亜種と比較すると高く、上から見ると丸みを帯びるが個体変異が大きい。背甲の色彩は暗黄色や黄褐色（北部個体群）、淡黄色（南部個体群）など。背甲の暗色斑は不明瞭もしくは斑紋がない個体が多い。
Agrionemys horsfieldii baluchiorum (Annandale, 1906) バルキスタンヨツユビリクガメ
イラン南西部、パキスタン南西部
最大甲長20センチメートル。背甲は扁平で、上から見ると丸みを帯びる。背甲の色彩は暗褐色。頭部や四肢も暗色。
Agrionemys horsfieldii kazachstanica Chkhikvadze, 1988 カザフスタンヨツユビリクガメ
ウズベキスタン北部、カザフスタン、トルクメニスタン北部。模式産地はカザフスタン中部。
最大甲長23センチメートル。背甲は扁平で幅広く、前縁と後縁が直線的で角張る。頂部は平坦。背甲の色彩は明黄色や薄黄緑色などと変異が大きい。孵化直後からある甲板（初生甲板）とその周囲は暗色で、成長に伴い形成された甲板は暗色斑がないかあっても小型。
Agrionemys horsfieldii rustamovi Chkhikvadze, Amiranschwili & Atajew, 1988年 トルクメニスタンヨツユビリクガメ
トルクメニスタン（コッペターク山脈）。トルクメニスタン南部広域の個体群をこの亜種とする説もある
最大甲長17センチメートルだが、トルクメニスタン南部の個体群をこの亜種とすると最大甲長28センチメートル。背甲は扁平で、上から見ると丸みを帯びる。背甲の色彩は黄色で、大型の暗色斑が入る。尾の先端に鉤状の大型鱗がある。

## 生態
主に砂漠気候、ステップ気候、地中海性気候の地域（一部は亜寒帯＜パミール高原＞や西岸海洋性気候＜カスピ海南西沿岸＞にも）にある岩石砂漠やステップなどに生息し、農耕地などにも生息する。昼行性だが、夏季は薄明薄暮性傾向が強くなる。長さ3-4メートル、深さ1メートルに達することもある巣穴を掘る。北部や高地に分布する個体群は冬季に、南部や乾燥地帯に分布する種は夏季に休眠する。夏季も冬季も休眠し、カザフスタンの個体群のように年間を通して3か月しか活動しないこともある。
食性は植物食で、植物の葉、花、果実などを食べる。
繁殖形態は卵生。1回に3-5個の卵を産む。　

## 人間との関係
牧草や農作物を食害する害獣とみなされることもある。
生息地の破壊、害獣としての駆除、薬用やペット用の乱獲などにより生息数は減少している。
- 中国国家一級重点保護野生動物

ペットとして飼育されることもあり、日本にも輸入されている。主に野生個体や卵を採取して孵化させた個体が流通するが、欧州や本国内での飼育下繁殖個体も流通する。1960年代にイランやソビエト連邦から大量に輸入され1980年代に流通量は減少したが、1990-2000年は再び流通量が増加し中央アジアや西アジアの旧ソビエト連邦領産の個体が流通する。流通量が多く、リクガメ飼育の入門種として紹介されることがある。安価である故に輸送時やキープ時に粗雑に扱われ、状態を崩した個体もいる。

## 画像

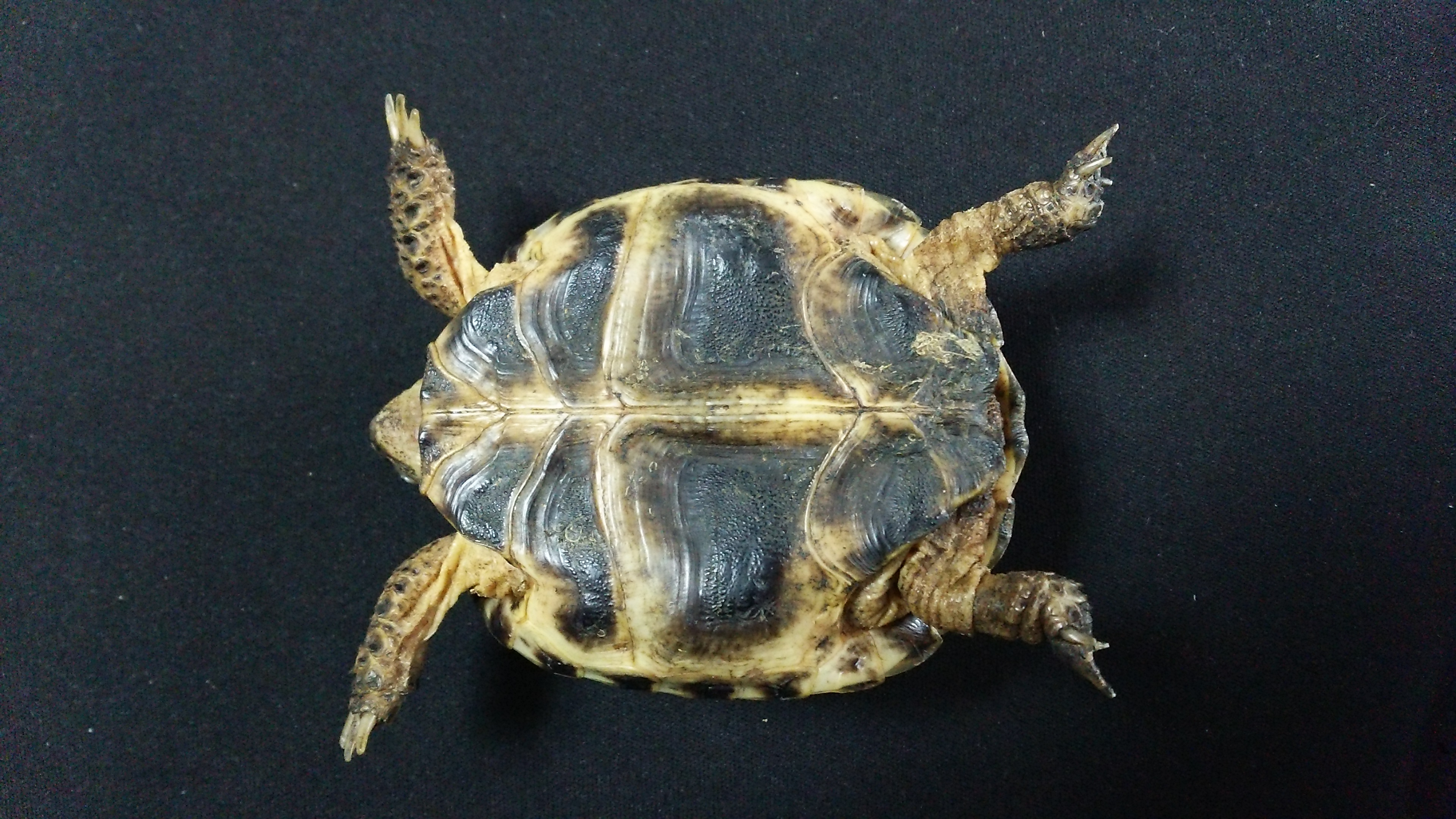
腹甲